# Babičky dobíjejte přesně!
Babičky dobíjejte přesně! je český barevný film žánru sci-fi, zčásti komedie s prvkem horroru, natočená režisérem Ladislavem Rychmanem v roce 1983. Do kin byl uveden roku 1984.

## Obsah filmu
Rodina Loudova si pořídí tak jako jiné rodiny v sousedství androida – babičku Rózu, který jim má pomoci zvládat výuku dětí a domácí práce. Jejich android od firmy Biotex se ovšem dostane do zhoršujícího se sporu s androidem sousedů Carmen. Začnou povalenými popelnicemi, rozbitými okny, oběšenou kočkou, pak se tato naprogramovaná nevraživost přenese i vůči sousedním dětem. V závěrečné hororové scéně se Carmen rozhodne kosou zabít děti a nakonec se obě babičky – androidi vzájemně rozbijí. Rodina se poté rozhodne, že už nikdy žádného robota do domácnosti nechce.

## Obsazení
| Libuše Havelková | android Róza                |
| Jana Dítětová    | android sousedů babí Karmen |
| Jiří Lábus       | Zdeněk, otec rodiny         |
| Daniela Kolářová | Jarmila, matka rodiny       |